# Barat-Daya-Inseln
Die indonesischen Barat-Daya-Inseln (deutsch Südwest(er)inseln), liegen in der Bandasee und bilden die Verlängerung des Inneren Bandabogens nach Osten.

## Geographie
Geographisch bilden die Inseln das nordöstliche Ende  der Kleinen Sundainseln – 10 km nordöstlich von  Liran liegt Atauro. Westlich der Straße von Ombai liegt die Insel Alor, südlich befindet sich jenseits der Straße von Wetar die Insel Timor.
Die westlichste Insel ist Liran (Lirang). Sie liegt vor der Südwestspitze von Wetar, der größten Insel der Gruppe. Unmittelbar vor der Nordwestküste Wetars liegt die kleine Insel Reong. Östlich von Wetar folgen Romang (Roma) mit den kleinen Inseln Njata, Mitan, Tellang, Limtutu, Laut, Kital, Maopora und Djuha und die Damarinseln mit Damar (Damer), dem Atoll Nus Leur, Terbang Utara, Terbang Selatan und Teun, bevor die Inselkette einen Bogen nach Nordosten schlägt mit den Inseln Nila mit Nika, Nil Desperandum, Serua mit Kekeh-Besar und Manuk.
Politisch gehört die Inselgruppe, wie die Inseln südöstlich von ihr, zum Regierungsbezirk (Kabupaten) Südwestmolukken (Provinz Maluku).

## Geschichte
Ab dem 17. Jahrhundert errichtete die Niederländische Ostindien-Kompanie auf Romang, Damar, Nila und Wetar Militärstützpunkte.